# Црква Светог Саве у Јарменовцима
Црква Светог Саве у Јарменовцима, насељеном месту на територији општине Топола, припада Епархији Шумадијској Српске православне цркве.
Црква посвећена Светом Сави подигнута је у периоду од 1968. до 1972. године, у српско-византијском стилу, у време свештеника Радивоја Пинића. Храм је освештао 1972. године епископ жички Василије.
У истом дворишту-порти се налази и старија црква посвећена Покрову Пресвете Богородице, која представља непокретно културно добро као споменик културе и споменик ратницима Ослободилачких ратова 1912—1918, подигнут 1923. године.